# Oliver Twist (TV-film, 1982)
Oliver Twist är en amerikansk-brittisk TV-film från 1982 i regi av Clive Donner, baserad på romanen med samma namn av Charles Dickens. I huvudrollerna ses George C. Scott, Tim Curry, Cherie Lunghi och Richard Charles i titelrollen som Oliver.

## Handling
Den föräldralöse Oliver Twist rymmer till London för att försöka hitta sina släktingar. Han hamnar i ett gäng ficktjuvar som leds av Fagin.

## Rollista i urval
- George C. Scott - Fagin
- Tim Curry - Bill Sikes
- Michael Hordern - Mr. Brownlow
- Timothy West - Mr. Bumble
- Eileen Atkins - Mrs. Mann
- Cherie Lunghi - Nancy
- Richard Charles - Oliver Twist
- Lysette Anthony - Olivers mor
- Oliver Cotton - Monks
- Eleanor David - Rose Maylie
- Philip Locke - Mr. Sowerberry
- Ann Beach - Mrs. Sowerberry
- Artro Morris - Mr. Giles
- John Barrard - Dr. Losborne
- Brenda Cowling - Mrs. Bedwin
- Anne Tirard - Mrs. Corney
- John Savident - Mr. Fang
- Debbie Arnold - Charlotte
- Timothy Spall - 1:a konstapeln
- Robert Russell - 2:a konstapeln